# Schwarzbart-Rohrdommel
Die Schwarzbart-Rohrdommel (Botaurus lentiginosus) oder Nordamerikanische Rohrdommel ist ein in ausgedehnten Röhrichten verborgen lebender Vogel aus der Familie der Reiher (Ardeidae). Das Verbreitungsgebiet dieser Art reicht von Kanada bis nach Texas und Florida. Überwinterungsgebiete dieser Art finden sich unter anderem in Panama und auf den Karibischen Inseln.
In Europa ist die Schwarzbart-Rohrdommel ein seltener Irrgast. Die meisten Nachweise gibt es für die Britischen Inseln sowie Irland und Island.

## Beschreibung
Die Schwarzbart-Rohrdommel ist ein großer, brauner Vogel, der der eurasischen Rohrdommel sehr ähnelt. Der Vogel erreicht eine Körperlänge von 59 bis 70 Zentimetern; die Flügelspannweite beträgt 95 bis 115 Zentimeter. Obwohl der Vogel in seinem Verbreitungsgebiet häufig ist, ist er selten zu sehen. Er lebt wohlversteckt in Sümpfen, Marschen und feuchten Wiesen. Er ist gewöhnlich ein Einzelgänger, der sich zwischen Sumpfpflanzen versteckt aufhält. Fühlt er sich entdeckt, verharrt er bewegungslos mit nach oben gestrecktem Schnabel, sodass er optisch mit den Riedpflanzen verschwimmt. Sein Aktivitätshöhepunkt ist während der Dämmerung. Seine Rufe sind häufig zu hören. Spötter vergleichen sie despektierlich mit dem Geräusch einer verrosteten Pumpe.
Wie andere Mitglieder der Reihervögel lebt die Schwarzbart-Rohrdommel von Amphibien, Fischen, Insekten und Reptilien. 
Die Schwarzbart-Rohrdommel ist ein Zugvogel, der im Süden der USA und in der Karibik überwintert. Vereinzelt werden Exemplare dieser Art auf ihrem Langstreckenzug nach Europa verschlagen. 

## Belege

### Einzelbelege
1. ↑  Hans-Günther Bauer, Einhard Bezzel und Wolfgang Fiedler (Hrsg.): Das Kompendium der Vögel Mitteleuropas: Alles über Biologie, Gefährdung und Schutz. Band 1: Nonpasseriformes – Nichtsperlingsvögel, Aula-Verlag Wiebelsheim, Wiesbaden 2005, ISBN 3-89104-647-2, S. 249